# Jan Studziński
Jan Studziński (zm. 21 grudnia 2021)  – polski specjalista w zakresie robotyki i automatyki, dr hab. inż.

## Życiorys
W 1989 obronił pracę doktorską Identyfikacja przepływu masy szklanej w wannie szklarskiej jako obiektu o parametrach rozłożonych lub skupionych, 10 czerwca 2005 habilitował się na podstawie pracy zatytułowanej Identyfikacja, symulacja i sterowanie oczyszczalniami ścieków. Został zatrudniony na stanowisku profesora w Katedrze Inżynierii Zarządzania na Wydziale Zarządzania Uniwersytetu Technologiczno-Przyrodniczego im. Jana i Jędrzeja Śniadeckich w Bydgoszczy, oraz profesora nadzwyczajnego w Szkole Wyższej im. Pawła Włodkowica.
Był profesorem w Instytucie Badań Systemowych Polskiej Akademii Nauk i prezesem zarządu w Fundacji Krzewienia Nauk Systemowych.
Zmarł 21 grudnia 2021.